# Сто Островів
Національний парк Сто Островів (панґ.: Kapulo-puloan or Taytay-Bakes, англ. Hundred Island National Park) є національним парком на Філіппінах. Парк розташований в місті Аламінос, провінції Панґасінан на півночі країни. Природоохоронна територія поширюється на 124 острови (під час припливу один з островів покривається водою зменшуючи їх кількість до 123) та прилеглу акваторію затоки Лінґайєн. Загальна площа природоохоронної території становить 16.76 квадратних кілометрів. Всі острови парку відкриті для відвідин туристами, проте лише три з них мають туристичну інфраструктуру: Губернаторський о. (Governor Island), о. Кезон (Quezon Island), та Дитячий о. (Children's Island). Воротами до національного парку служить причал Лукап (Lucap wharf) міста Аламінос, що розташоване приблизно за 240 кілометрів на північ від Маніли.

## Геологія

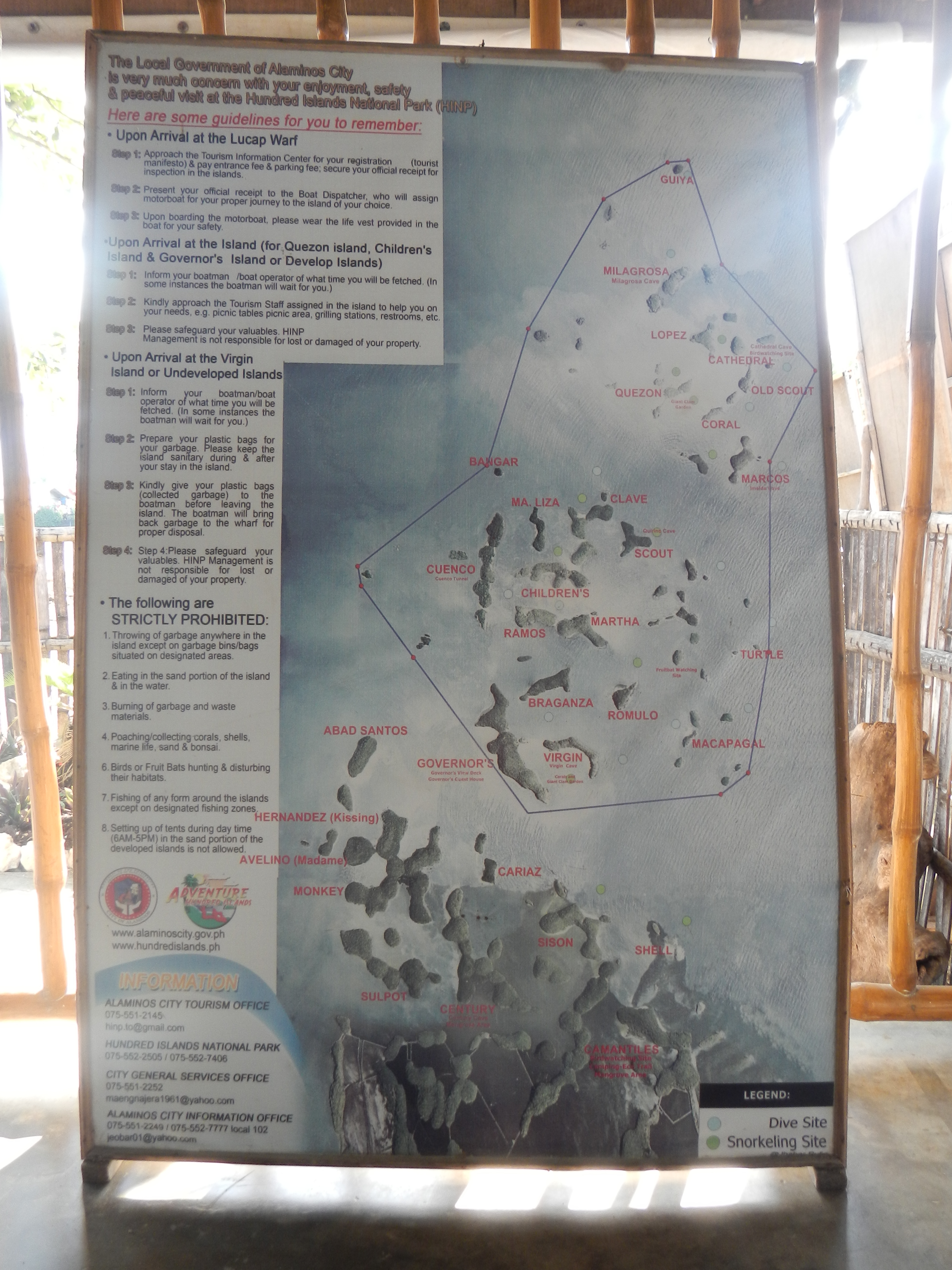
Карта Національного Парку Сотень Островів.

Вважається, що вік островів становить близько 2 мільйонів років. Острови являють собою давній кораловий риф, який тепер простягається далеко вглиб суходолу, на ділянці, що колись була дном моря, проте в результаті геологічних процесів опинилася над поверхнею води. Дивна «грибоподібна» форма деяких островів спричинена дією ерозії океанічних хвиль.

## Історія
Національний парк Сотня Островів (Hundred Islands National Park (HINP) було створено 18 січня 1940 відповідним розпорядженням президента Мануеля Кезона. 22 червня 1962 року постановою уряду Філіппін було створено Управління із Збереження та Розвитку Національного Парку Сотня Островів (Hundred Islands Conservation and Development Authority (HICDA). Пізніше парк було передано під управління Адміністрації Туризму Філіппін (Philippine Tourism Authority (PTA).
21 червня 2005 року розпорядженням президента Глорії Макапаґал-Арройо управління парком передано від Адміністрації Туризму до влади міста Аламінос, провінції Панґасінан. 

## острів Кабарруян
На північний схід від Національного парку розташовується острів Кабарруян, який інколи називають «материнським островом» Сотні островів.

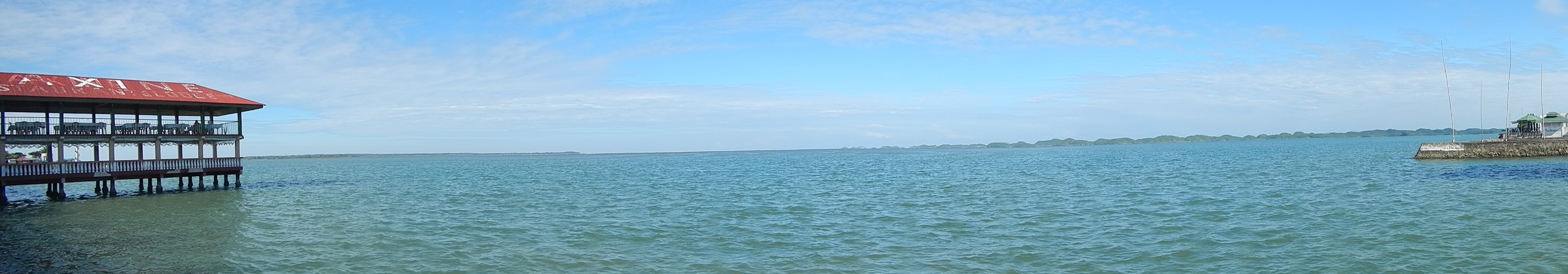
Панорама Сотні островів (праворуч) та острова Кабарруян (ліворуч), що відкривається з причалу Лукап.

## Фауна

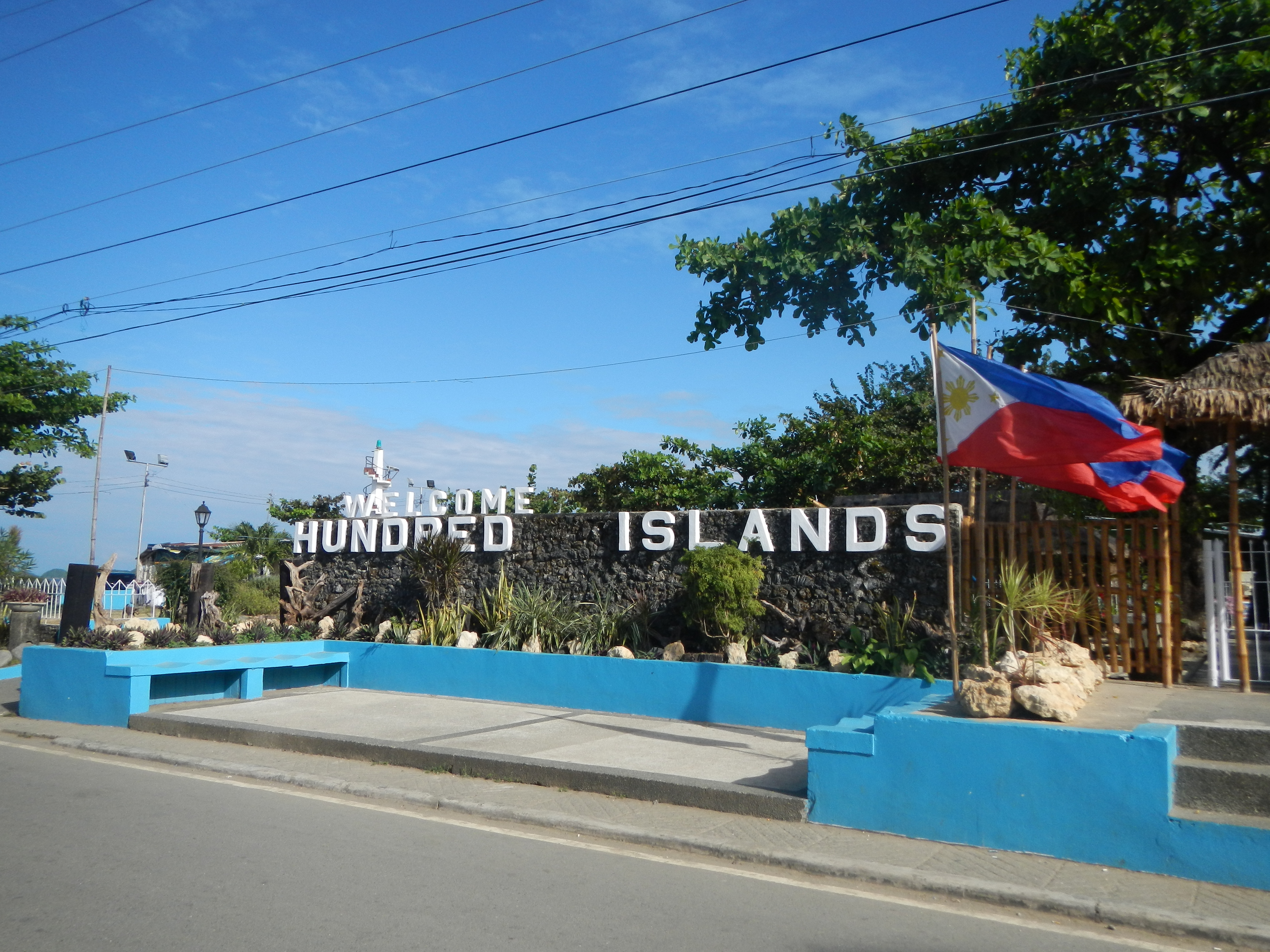
Знак на в'їзді до Національного парку.

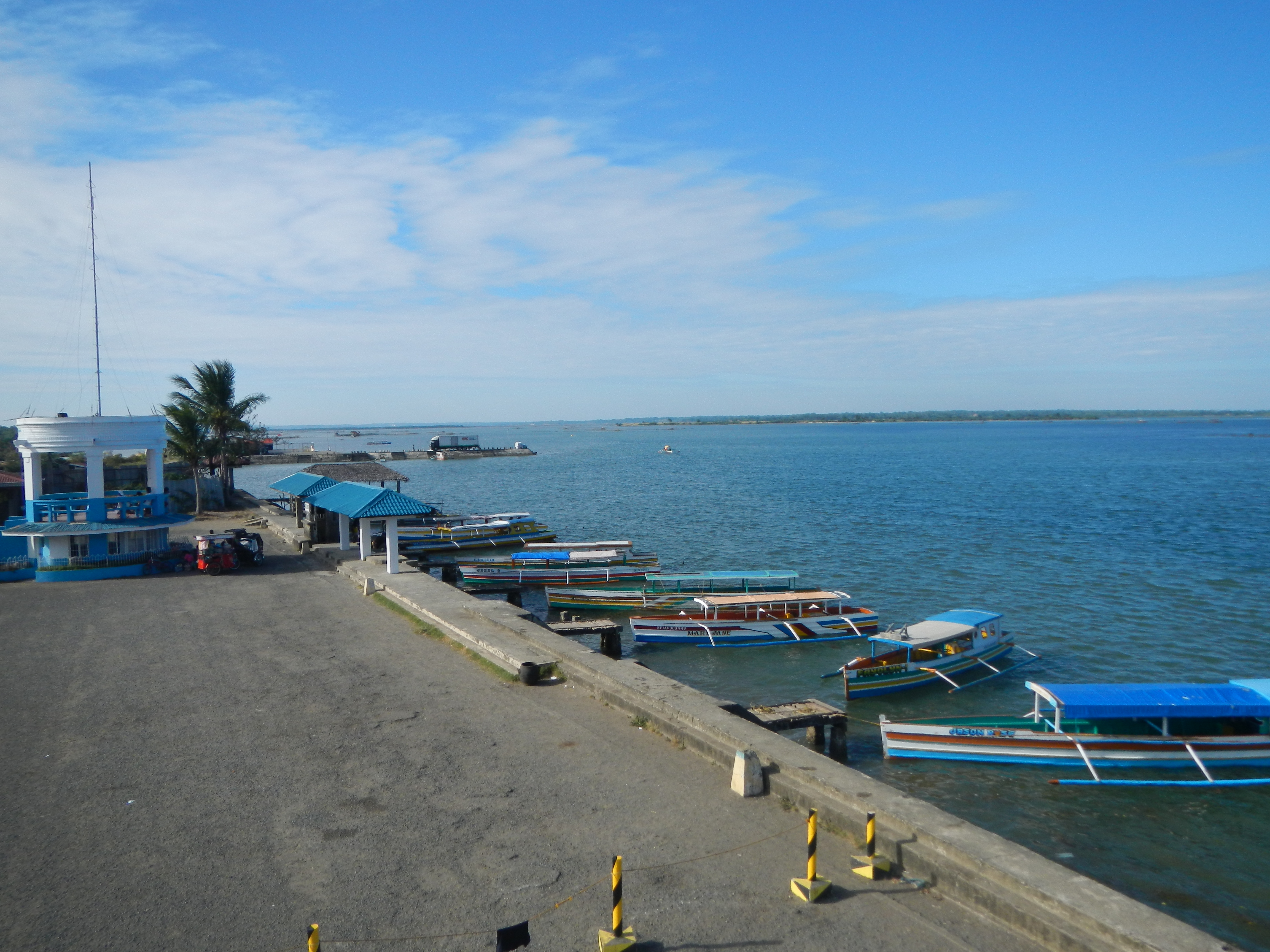
Причал Лукап міста Аламінос.

Через брак відомостей, щодо дикої природи островів у 2010 році, було проведено дослідження живого світу на островах парку. Метою проекту, що фінансувався урядом Нідерландів, було вивчення та створення переліку флори та фауни островів. Цей перелік мав допомогти владі міста створити програму моніторингу довкілля та збереження біорізноманіття. Деякі з видів, що населяють Національний прак Сотня островів:
- Макака крабоїдний
- Мусанг азійський
- Дюгонь
- Фразерів дельфін
- Гекони
- Варани
- Морські черепахи
  - Зелена черепаха
  - Оливкова морська черепаха
- Змії
  - Морський крайт жовтогубий, вид морських крайтів
  - Пітон сітчастий
- Кілька видів кажанів
- Кілька видів гризунів

## Транспортне сполучення та туристична інфраструктура
Воротами національного парку є причал Лукап, який розміщений за 5 кілометрів на північ від центру міста Аламінос. На причалі є кілька готелів, ресторанів та пункти найму човнів для прогулянок Національним парком. Місто Аламінос розташоване в 240 кілометрах на північ від Маніли. Подорож приватним автомобілем займає близько 3 год 45 хвилин. Час поїздки автобусом від Маніли становить від 5 до 6 годин.

## Галерея

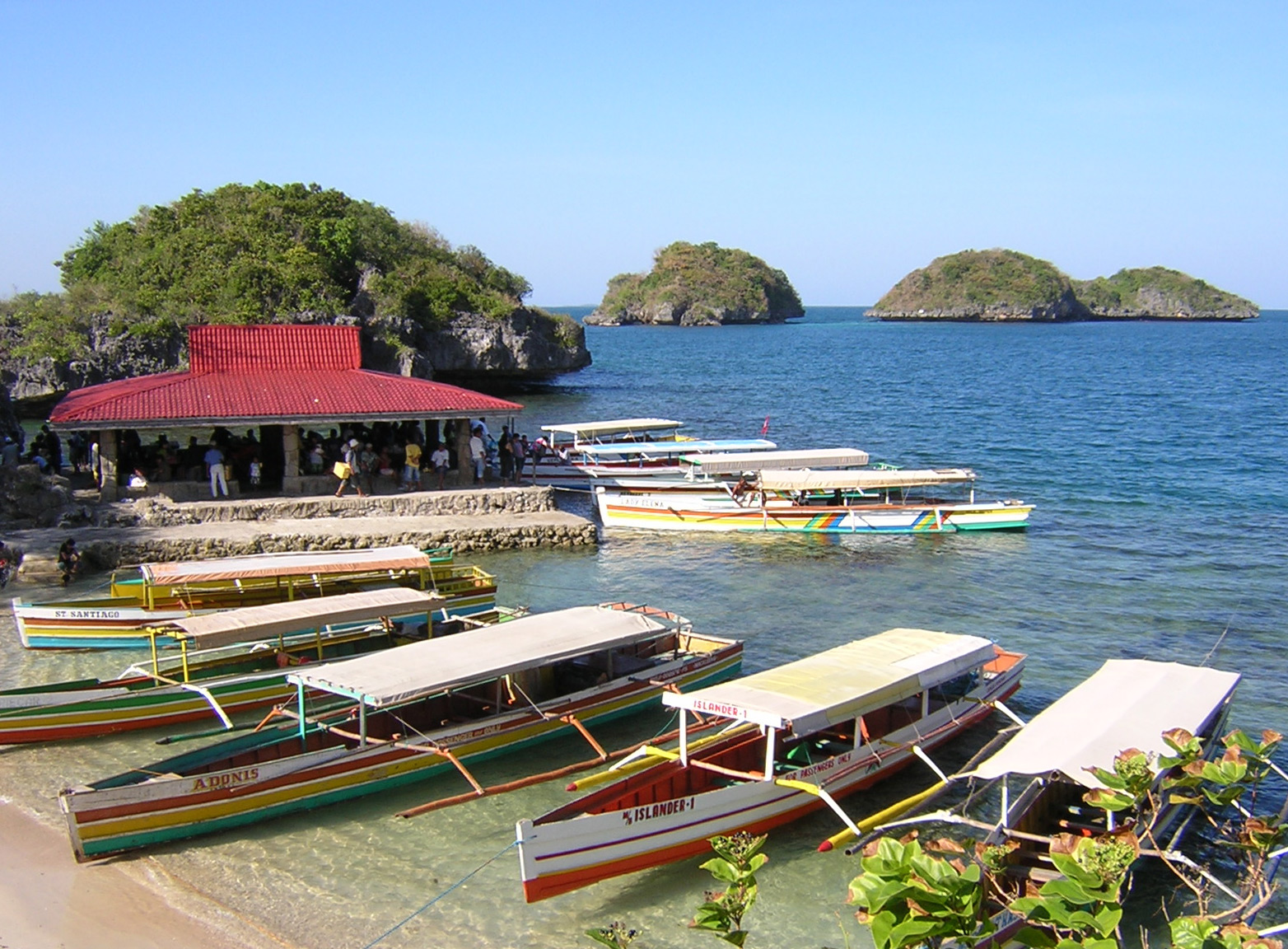
Quezon Island is one of the few developed tourist locations on Hundred Islands.
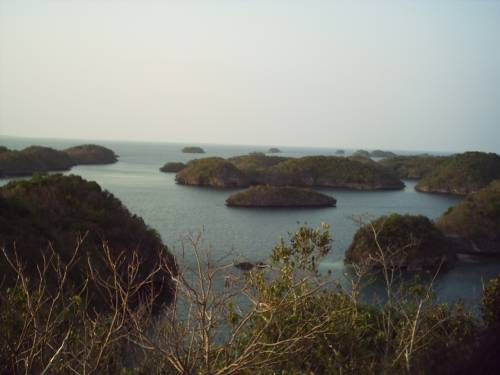
Some of the islands as seen from the viewing point on Governor Island.
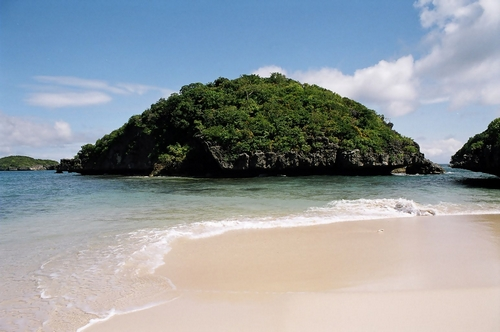
One of the islands of National Park
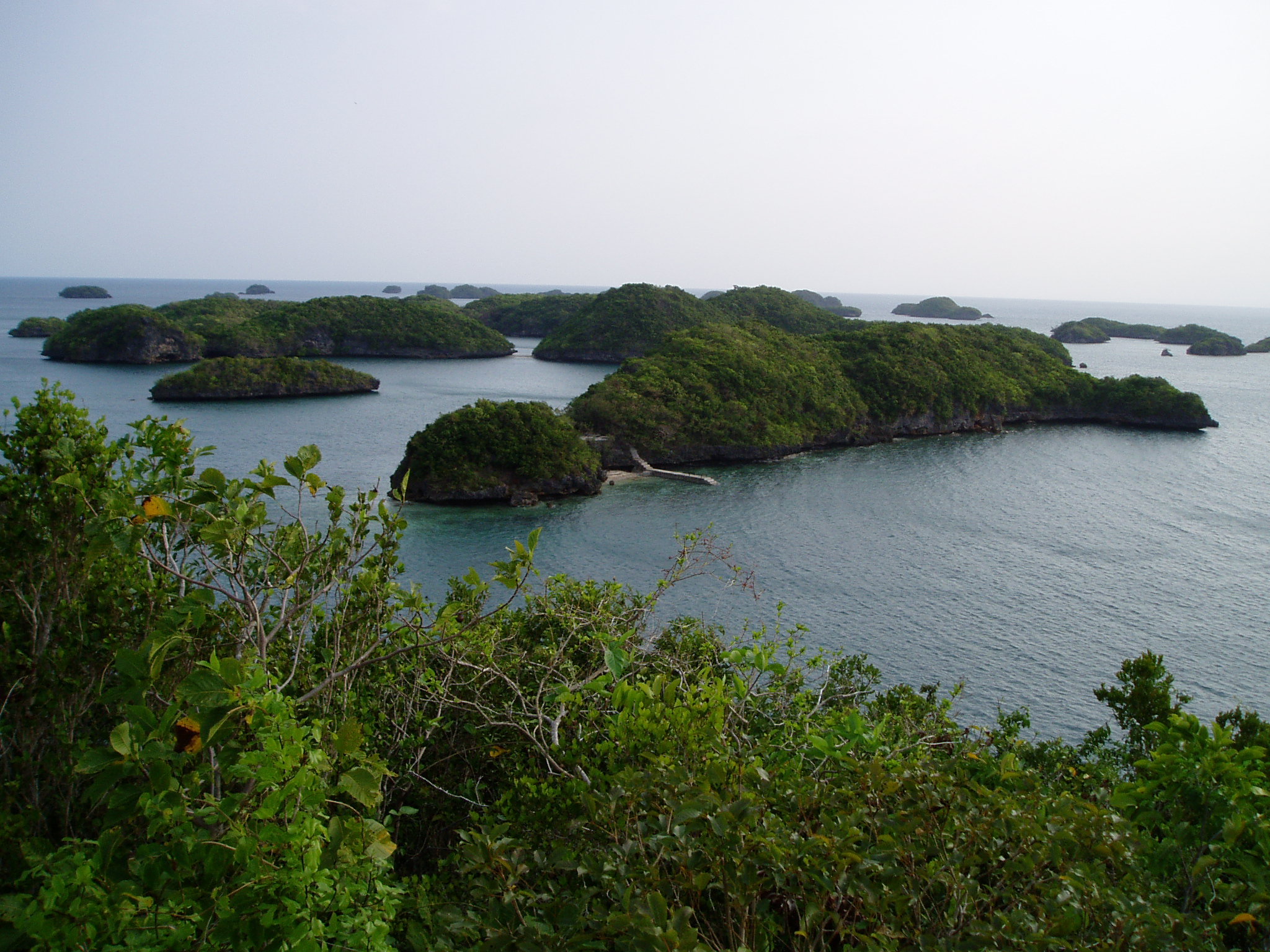
View of the other islands from the Governor island.
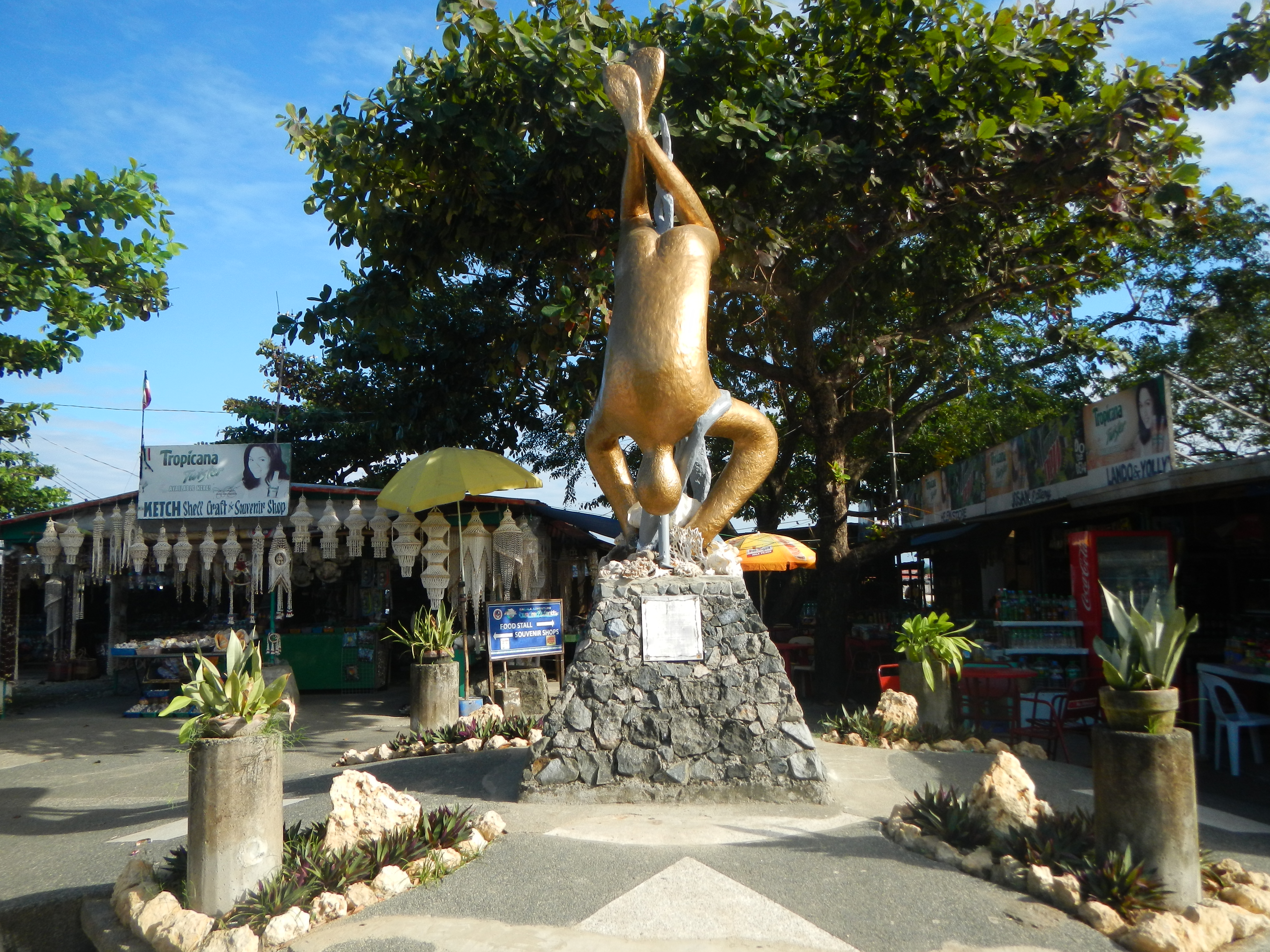
Count Hundred Islands Monument
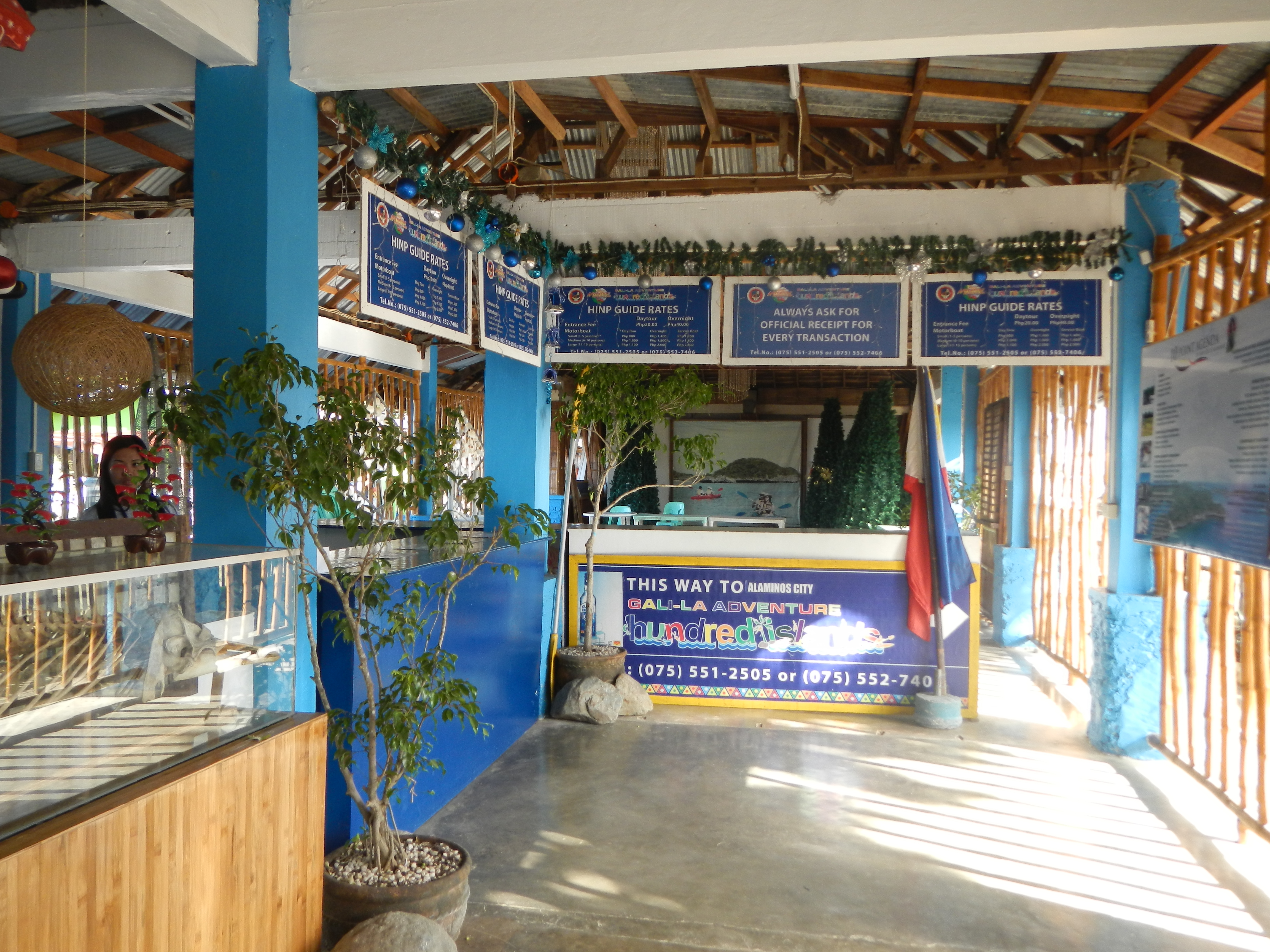
Tourism and registration office of the park